# Team Lotus (2010–2011)
Команда Lotus Racing, що раніше мала назву 1Malaysia F1 Team, учасник сезону 2010 року Формули-1. З сезону 2011 року виступає під історичним ім'ям Team Lotus.
Команді дісталося місце після того, як BMW оголосила про відхід з Формули-1 після закінчення сезону 2009 року, і не підписала договір згоди. Lotus Racing стала останньою новою командою Формули-1, після Virgin Racing та HRT, що отримала право вийти на старт чемпіонату світу.

## Результати в Формулі-1
| 2010 | Шасі       | Двигун                 | Шини | Пілоти     | Бахрейн | Австралія | Малайзія | КНР  | Іспанія | Монако | Туреччина | Канада | Європейський Союз | Велика Британія | Німеччина | Угорщина | Бельгія | Італія | Сінгапур | Японія | Південна Корея | Бразилія | ОАЕ | Очки | КК |
| 2010 | Lotus T127 | Cosworth CA2010 2.4 V8 | B    |            | 1       | 2         | 3        | 4    | 5       | 6      | 7         | 8      | 9                 | 10              | 11        | 12       | 13      | 14     | 15       | 16     | 17             | 18       | 19  | 0    | 10 |
| 2010 | Lotus T127 | Cosworth CA2010 2.4 V8 | B    | Труллі     | 17≠     | НС        | 17       | Схід | 17      | 15≠    | Схід      | Схід   | 21                | 16              | Схід      | 15       | 19      | Схід   | Схід     | 13     | Схід           | 19       | 21  | 0    | 10 |
| 2010 | Lotus T127 | Cosworth CA2010 2.4 V8 | B    | Ковалайнен | 15      | 13        | Схід     | 14   | НС      | Схід   | Схід      | 16     | Схід              | 17              | Схід      | 14       | 16      | 18     | 16       | 12     | 13             | 18       | 17  | 0    | 10 |